# Fills d'un déu menor
Fills d'un déu menor (títol original en anglès: Children of a Lesser God) és una pel·lícula que tracta de la relació d'un professor d'una escola per a sords (James Leeds) i una noia sorda que treballa a l'escola com a dona de la neteja (Sarah Norman). Aquesta pel·lícula està basada en una obra de teatre escrita per Mark Medoff, que és la mateixa persona que va escriure el guió. La pel·lícula va ser rodada al voltant de Saint John (Nova Brunswick), al Canadà, i a l'Escola de Rothesay Netherwood de la mateixa ciutat, encara que la piscina és de la Vocational High school. Ha estat doblada al català.

## Argument
En un Institut per a sords hi ha un nou mestre. Aquest és en James Leeds (William Hurt), un jove amb uns mètodes poc convencionals. A l'escola també hi ha Sarah Norman (Marlee Matlin), sorda des que va néixer; va anar a aquest institut des del 5 anys; després dels estudis, s'encarrega de la neteja de l'escola. És una dona bella i intel·ligent i Leeds se n'enamora el primer dia. La mare d'ella (Piper Laurie) viu lluny i no estima la seva filla, perquè va ser la causa de l'abandó del seu marit. Quan inicien la seva relació, Leeds, malgrat treballar amb sords, s'adona per la seva relació amb Sarah que no sap tant sobre el seu món, com havia pensat. Ell i Sarah troben més i més difícil de comunicar les seves experiències i frustracions. Sarah i James se'n van a viure junts a la casa d'en James, que és un vaixell, perquè acomiaden Sarah per està embolicada amb un professor. Però Sarah té una personalitat difícil i excepcional. A partir d'aquí, la relació entre ells dos es fa més intensa i van sorgint disputes. Ella, després d'una forta discussió amb en James, se'n va de casa i va a viure amb la seva mare. El final es reconcilien.
En aquesta pel·lícula la música té un paper molt important.
Ell parla, però ella es comunica tota la pel·lícula amb llengua de signes.

## Repartiment
- William Hurt: James Leeds, professor de l'escola per a sords.
- Marlee Matlin: Sarah Norman, dona de la neteja de l'escola per a sords.
- Piper Laurie: Mrs. Norman, mare de Sara Norman.
- Philip Bosco: Dr. Curtis Franklin, director de l'escola per a sords.
- Allison Gompf: Lydia, alumna.
- John F. Cleary: Johnny, alumne.
- Philip Holmes: Glen, alumna.
- Georgia Ann Cline: Cheryl, alumna.
- William D. Byrd: Danny, alumne.
- Frank Carter Jr.: Tony, alumne.
- John Limnidis: William, alumne.
- Bob Hiltermann: Orin, dos anys més jove que Sarah, és un aprenent de mestre de l'escola.

## Premis i nominacions
| Any  | Premi       | Categoria                   | Persones        | Resultat   |
| ---- | ----------- | --------------------------- | --------------- | ---------- |
| 1986 | Oscar       | Millor actriu               | Marlee Matlin   | Guanyadora |
| 1986 | Oscar       | Millor pel·lícula           |                 | Nominada   |
| 1986 | Oscar       | Millor actor                | William Hurt    | Nominat    |
| 1986 | Oscar       | Millor actriu secundària    | Piper Laurie    | Nominada   |
| 1986 | Oscar       | Millor guió adaptat         | Hesper Anderson | Nominat    |
| 1987 | Globus d'Or | Millor actriu dramàtica     | Marlee Matlin   | Guanyadora |
| 1987 | Globus d'Or | Millor pel·lícula dramàtica |                 | Nominada   |
| 1987 | Globus d'Or | Millor actor dramàtic       | William Hurt    | Nominat    |